# Bettina Heinen-Ayech
Bettina Heinen-Ayech (sinh ngày 3/9/1937 – mất ngày 7/6/2020) là một họa sĩ người Đức. Bà được biết đến rộng rãi qua những bức tranh phong cảnh rực rỡ, tràn đầy sức sống về đất nước Algeria. TTừ năm 1955 đến năm 2017, bà đã tổ chức nhiều cuộc triển lãm khắp thế giới và giành được nhiều giải thưởng danh giá. Heinen-Ayech qua đời vào ngày 7/6/2020.

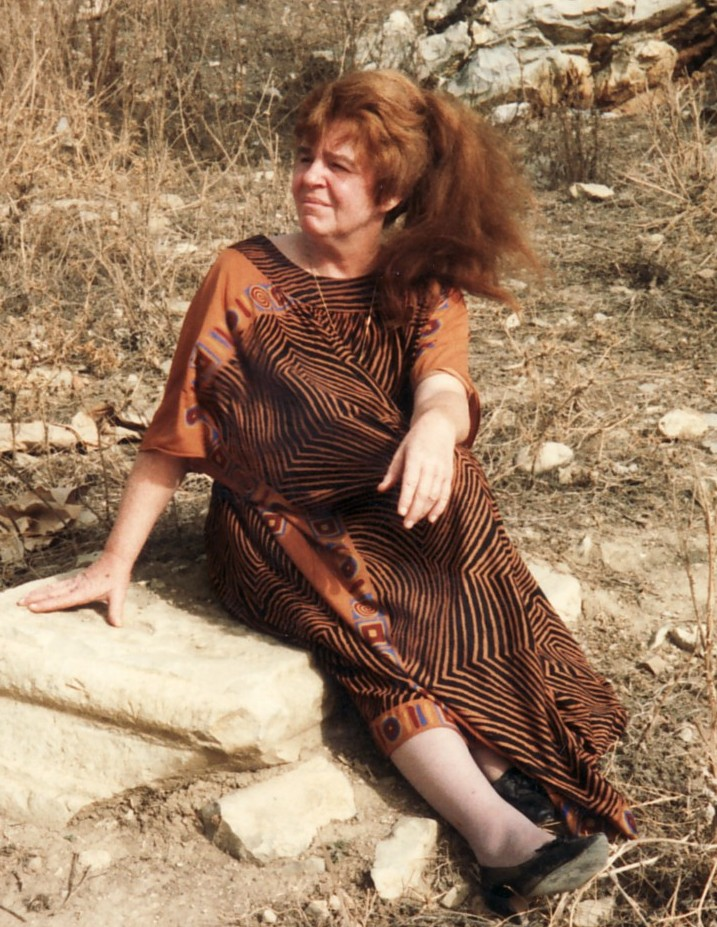
Bettina Heinen-Ayech (1989)

## Tiểu sử
Bettina Heinen là con gái của Johann Jakob Josef "Hanns" Heinen (1895-1961), một nhà báo sinh ra tại Bauchem, Đức. Trong nhiều năm, ông giữ chức tổng biên tập tờ Solinger Tageblatt và tờ báo chuyên ngành Eberswalder Offertenblatt đồng thời hoạt động với vai trò là nhạc sĩ viết lời và nhà soạn kịch. Mẹ của bà, Erna Steinhoff-Heinen (1898 -1969), sinh ra tại Düsseldorf và xuất thân từ một gia đình vùng Westfalen thuộc khu vực Soest. Bettina Heinen có ba anh chị em ruột, gồm hai anh trai và một chị gái; tuổi thơ của những đứa trẻ gắn liền với ngôi nhà ở Solingen, Đức. Nơi đây được ví  như chiếc nôi nuôi dưỡng nghệ thuật và tinh thần cởi mở. Gia đình bà sống trong một căn nhà gỗ cổ ở quận Höhscheid, trước đây nơi này từng là mỏ chì. Ngôi nhà này vẫn là chốn đi về của Heinen trong những lần bà trở lại quê hương, cho đến tận cuối đời.
Trong Thế chiến thứ hai, từ năm 1942, Bettina Heinen sống cùng mẹ và chị gái tại Kreuzthal-Eisenbach gần Isny ở vùng Allgäu. Không lâu sau, họ đón Erwin Bowien (1899–1972) - họa sĩ đồng thời là người bạn thân thiết của gia đình đến sống cùng. Ông trở về Đức vào năm 1942 sau mười năm sống tại Hà Lan và khi đó đang phải liên tục lẩn trốn chính quyền Đức Quốc xã. Đến năm 1944, cha của bà, Hanns Heinen, cũng tới Kreuzthal  sau khi ông cho xuất bản một bài báo phản ánh tình hình thực tế của nước Đức. Lệnh bắt giữ ông và Bowien đã được gửi đến Kreuzthal, và theo lời kể sau này của Heinens, chuyện này “khiến cô nhân viên bưu điện đau đớn tột cùng”.
Từ năm 1948 đến 1954, Bettina theo học tại Trường Trung học Nữ sinh August Dicke ở Solingen, nơi một giáo viên sớm nhận ra và khuyến khích bà nuôi dưỡng tài năng hội họa. Bài học nghệ thuật đầu tiên từ Erwin Bowien, ông là cố vấn của bà cho đến khi ông qua đời. Năm 1954, bà theo học tại trường Kölner Werkschulen và tham gia lớp học vẽ tranh tường khổ lớn của Otto Gerster, đồng thời hoàn thành ba lớp dự bị mỹ thuật. Năm 1955, bà có triển lãm cá nhân đầu tiên Kursaal ở Bad Homburg với 20 bức tranh màu nước và ký họa. Khi Bettina Heinen mới 18 tuổi, các bức tranh của bà đã được chủ phòng tranh Frankfurt, bà Hanna Bekker vom Rath, đưa vào triển lãm nhóm mang tên Deutsche Kunst der Gegenwart (năm 1955 - 1956). Triển lãm này trưng bày tác phẩm của bà bên cạnh các tác phẩm của những danh họa khác như Karl Schmidt-Rottluff, Paul Klee, Max Beckmann, Max Ernst, Ernst Ludwig Kirchner và Käthe Kollwitz trong chuyến lưu diễn đến Nam Mỹ, Châu Phi và Châu Á. Tại đây Schmidt-Rottluff đã có lời khuyên bà: “Bettina, hãy luôn là chính mình!”
Sau đó, bà tiếp tục theo học dưới sự hướng dẫn của Hermann Kaspar tại Học viện Mỹ thuật Munich đồng thời có chuyến đi đến vùng Ticino ở Thụy Sĩ. Từ năm 1958, Bettina theo học tại Học viện Mỹ thuật Hoàng gia Đan Mạch ở Copenhagen và thực hiện chuyến đi đầu tiên trong số nhiều chuyến đến Na Uy, nơi bà mua một căn lều nhỏ dưới chân dãy núi Seven Sisters. Vào các năm 1959 và 1962, Bettina Heinen được Bộ Văn hóa bang Nordrhein-Westfalen trao học bổng. Sau đó, bà tiếp tục vẽ tranh ở Sylt, Ticino và Na Uy, cũng như ở Paris. Năm 1962, Bettina Heinen thực hiện chuyến đi đầu tiên đến Bắc Phi khi được Viện Văn hóa Đức mời sang Cairo. Bà cũng nhận được lời mời từ Viện Văn hóa Đức tại Cairo.
Năm 1960, trong một buổi vẽ cùng Bowien tại Jardin du Luxembourg ở Paris, Bettina tình cờ gặp Abdelhamid Ayech (1926-2010) - họa sĩ người Algeria và cũng là người chồng tương lai của bà. Năm 1961, con gái đầu lòng Diana chào đời, và hai năm sau, gia đình bà chuyển đến Guelma, quê hương của Ayech, vào thời điểm Algeria vừa giành được độc lập từ Pháp. Năm 1969, bà sinh một cậu con trai tên là Haroun, chào đời. Trong những thập kỷ tiếp theo, Bettina Heinen-Ayech sống luân phiên giữa Solingen và Algeria, nơi bà trở thành hình ảnh quen thuộc khi rong ruổi tìm cảm hứng sáng tác trên chiếc xe hơi “từng là một chiếc R4”, với “chiếc tẩu thuốc không thể thiếu ở khóe miệng.” Tình yêu của bà dành cho Algeria gắn liền với tình yêu dành cho người chồng Hamid - người mà Heinen mô tả là “một người đàn ông tự do và can đảm.” 
Năm 1968, Bảo tàng Mỹ thuật Quốc gia tại Algiers (Musée National des beaux-arts d'Alger) đã mua những tác phẩm đầu tiên của Bettina Heinen-Ayech, và đến năm 1976, bà được trao tặng giải Grand Prix de la ville d'Alger. Cũng trong năm đó, bà đảm nhiệm chức Chủ tịch Hội Bạn hữu của Erwin Bowien (Bowien đã qua đời vào năm 1972). Năm 1992, một cuộc triển lãm hồi cố trưng bày 120 tác phẩm của Bettina được tổ chức tại Bảo tàng Musée National des beaux-arts d'Alger. Năm 1993, bà được trao Giải thưởng Văn hóa của Quỹ công dân Baden tại Solingen. Năm 2004, một cuộc triển lãm hồi cố quy mô lớn lần thứ hai về các tác phẩm của bà được tổ chức tại Algiers, dưới sự bảo trợ của Bộ trưởng Văn hóa Algeria lúc bấy giờ, bà Khalida Toumi; đến năm 2006, Bettina một lần nữa được Chính phủ Algeria vinh danh. Cũng trong năm đó, trong thời gian bà vắng nhà, căn nhà ở Solingen của bà đã bị kẻ gian đột nhập; sáu bức tranh của Erwin Bowien đã bị đánh cắp có chủ đích.
Cho đến năm 2018, các tác phẩm hội họa của Heinen-Ayech đã được trưng bày trong hơn 100 triển lãm cá nhân và nhiều triển lãm nhóm tại châu Âu, châu Mỹ và châu Phi. Tên gọi đầu tiên của bà, "Bettina", đã được sử dụng làm nghệ danh, đôi khi còn được  viết bằng tiếng Ả Rập là بتينا. . Cuộc đời và sự nghiệp của Bettina Heinen-Ayech đã  trở thành đề tài cho nhiều cuốn sách và phim tài liệu. Năm 2012, bà lần đầu tiên trở về Kreuzthal ở vùng Allgäu của Đức sau chiến tranh, trong chuyến đi cùng đoàn làm phim truyền hình Bayerischer Rundfunk.
Bettina Heinen-Ayech qua đời tại Munich vào ngày 7 tháng Sáu năm 2020, hưởng thọ 82 tuổi. Năm 2020, một tấm bia tưởng niệm bà cùng những người bạn trong nhóm nghệ sĩ của bà đã được dựng tại “Ngôi nhà Đen” - ngôi nhà mà bà đã lớn lên. 

## Sự nghiệp

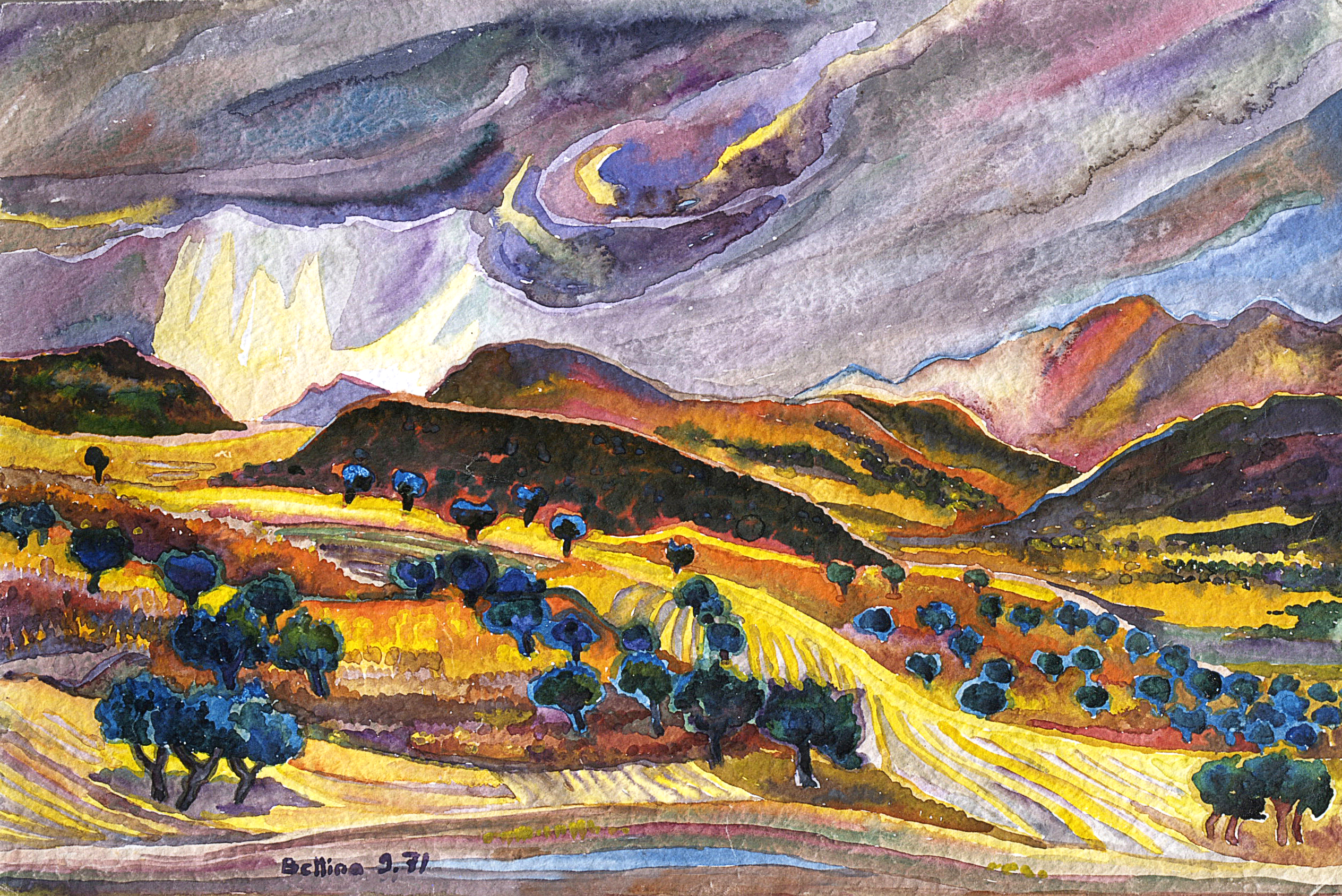
Cơn giông mùa hè ở Algeria năm 1971

Bettina Heinen-Ayech thành thạo mọi kỹ thuật hội họa, nhưng bà đặc biệt chú trọng đến tranh màu nước. Là một họa sĩ vẽ ngoài trời, bà sáng tác nhiều bức tranh phong cảnh, còn tranh chân dung thì xuất hiện ít hơn. Trong những lần lưu trú tại Algeria, bà đã phát triển kỹ thuật cho riêng mình: do không khí khô ở Guelma, màu nước sẽ không hòa vào nhau như ở châu Âu mà sẽ khô rất nhanh. Từ đó, bà phát triển phương pháp riêng của mình: Bettina Heinen-Ayech chia sẻ: “Tôi đặt những gam màu mạnh cạnh nhau như một bức tranh ghép, từng nét màu một”. Khi kết hợp lại, những mảng màu rực rỡ ấy tạo nên một hình ảnh sống động về phong cảnh và ánh sáng ở Algeria. Trong những năm xảy ra khủng bố từ thập niên 1990 đến những năm 2000, việc đi lại trở nên nguy hiểm, bà cho biết mình chỉ có thể vẽ chân dung, tĩnh vật, và hoặc những gì bà nhìn thấy qua cửa sổ ở Algeria. Tuy nhiên, tại Algeria, Heinen-Ayech lại không có điều kiện để vẽ chân dung hay tĩnh vật như mong muốn.
Tuy nhiên, theo Bettina Heinen-Ayech, Algeria không chỉ làm thay đổi kỹ thuật hội họa mà còn biến chuyển cả tính cách của bà. Bà dần rũ bỏ những “định kiến châu Âu” và học cách “lắng nghe” vẻ đẹp thiên nhiên ở Guelma: “Ngọn núi phía Nam, Mahouna, cùng những cánh đồng trải dài dưới chân núi, cuốn hút và mê hoặc mọi giác quan của tôi, nuôi dưỡng trí tưởng tượng của tôi. Tôi vẽ vùng đất này vào mùa xuân, khi màu xanh của đồng cỏ được điểm xuyết bởi những bông hoa anh túc đỏ rực rỡ muôn sắc, khác hẳn với màu xanh dày đặc ở châu Âu; vào mùa hè, khi những đỉnh núi xanh lam và tím vươn lên trên nền vàng rực rỡ của các cánh đồng lúa mì; vào mùa đông, khi sắc đỏ của đất mang một sức mạnh phi thường mà thật khó có thể diễn tả qua tranh vẽ!”
Năm 1967, trên tờ Düsseldorfer Nachrichten nhà báo Max Metzker đã viết về Bettina Heinen-Ayech: “Cô ấy có thể khiến một phong cảnh trở nên dễ cảm nhận ngay cả với những người chưa từng một lần nhìn thấy. Những bức chân dung không chỉ là hình ảnh con người, mà còn là những bản phác họa tâm hồn, chạm đến những tầng sâu thẳm nhất.”